# Station Dorking
Dorking is een spoorwegstation van National Rail in Mole Valley in Engeland. Het station is eigendom van Network Rail en wordt beheerd door Southern. 

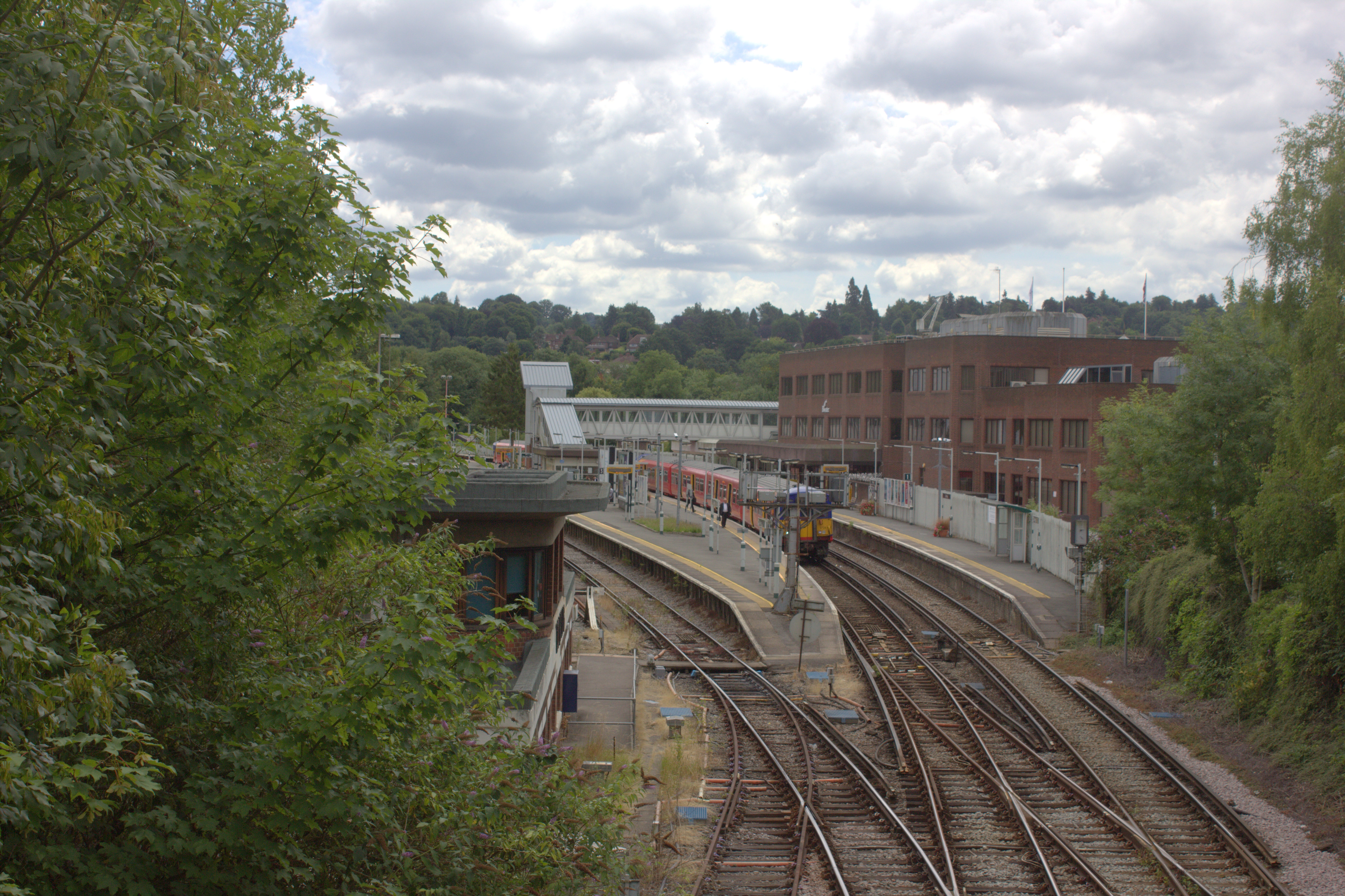
Overzicht, 2017